# 巴里·奧蘇利文
巴里·奧蘇利文（Barry O'Sullivan，1957年3月24日—）是一位澳洲政治人物，他的黨籍是昆士蘭自由國家黨。自2014年2月11日至2019年6月30日，他是代表昆士蘭州的澳大利亞參議院議員之一。在踏入政壇之前他是一位商人。